# 전국노동관계법

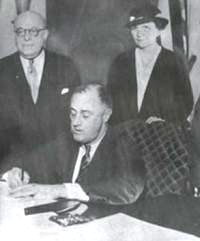
President 프랭클린 루즈벨트 대통령이 프랜시스 퍼킨스 노동부 장관(오른쪽)이 지켜보는 가운데 이 법안에 서명하고 있다.

전국노동 관계법(전국노사관계법, National Labor Relations Act)은 1935년 미합중국에서 노동자의 권리보호를 목적으로 제정된 법률이다. 이 법안을 제안한 민주당의 상원의원 로버트 퍼디난드 와그너(Robert F. Wagner, 1877~1953)의 이름을 따서, 《와그너법》(Wagner Act)으로 불린다.

## 내용
1929년에 발발된 대공황에 대한 대책으로 프랭클린 루즈벨트 대통령이 실시한 뉴딜정책의 하나이다. 원래 1933년에 이 정책을 뒷받침하는 《전국 산업부흥법(NIRA)》이 제정되었지만, 1935년에 최고재판소에서 이 법이 위헌판결을 받아 그 법 중의 노동자의 권리에 대한 부분을 재차 입법화한 것이다.
이 법에 따라 전국노동관계위원회는 노동자들의 단체 교섭권을 보호하고, 주간 통상에 영향을 끼치는 부당 노동 행위를 조사·방지하며 노사 분규를 조정하는 권한을 갖게 되었다.
최저임금, 최고 노동시간, 노동자의 단결권과 대표자에 의한 단체교섭권을 보장하며, 부당해고, 어용노조, 차별대우를 금지했다. 또 고용주에 의한 부당노동행위의 금지를 규정하였다. 부당노동행위는 노동자의 단결권이나 단체행동의 자유에 반하는 사용자의 침해 또는 간섭 등의 방해행위를 말한다. NIRA에서는 이러한 것들이 가능했다.
이 법률의 시행을 위해 전국노동관계국의 설치를 규정했다. 그 결과, 주로 힘에 의해서 결정되어 왔던 노사 관계는 이제 국가 권력에 의존하는 제도적인 틀 속으로 편입되었다.
《전국 산업부흥법(NIRA)》의 조항보다 단결권의 보장을 대폭 확대시킨 획기적인 법률로 1937년에 최고재판소에서 합헌 판결이 내려졌다. 이 법률에 의해 노동조합 운동이 크게 발전했다.
이 법률을 포함한 뉴딜정책이 저소득자층이나 흑인으로부터 뜨거운 지지를 받아 프랭클린 루즈벨트 대통령은 1936년 대통령 재선에서 압승하였다.
1947년에 제정된 《테프트하틀리법(Taft-Hartley Act)》이 가지고 있는 반노동적, 반노동조합적인 잠재력은 1970년대 후반부터 가시화되어, 노동자의 권리는 큰 폭으로 제한되었다.

## 같이 보기
- 노동삼권
- 노동법